# Bíblias alemãs pré-luteranas

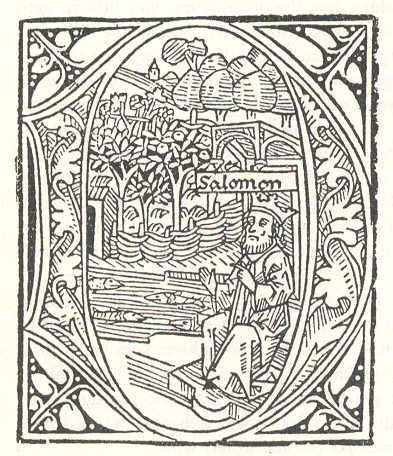
Inicial da Bíblia Zainer, 1477 (fac-símile)

As Bíblias alemãs pré-luteranas são as dezoito impressões da Bíblia alemã que apareceram na Alemanha antes da publicação da Bíblia de Lutero. O período de sua publicação abrange o período de 1466 a 1522. Johannes Gutenberg usou a tradução latina ( Vulgata ) que era amplamente utilizada na época para sua Bíblia de Gutenberg. Porém, aumentou o interesse por parte do clero simples e da classe média em poder compreender as histórias bíblicas. Esta ideia de imprimir uma Bíblia em língua vernácula foi concretizada pela primeira vez com a Bíblia Mentelin em Estrasburgo em 1466.

## As edições do alto alemão
A base textual das edições do alto alemão é desconhecida. Pode ser baseado em um texto 100 anos mais antigo. É uma tradução palavra por palavra de um original latino que não leva em conta as diferentes condições linguísticas. Aqui, o medo de desvios não intencionais do texto básico provavelmente criou barreiras que Lutero foi o primeiro a romper. Isso resultou em um texto de difícil compreensão, que foi usado de edição em edição sem alterações significativas e acabou se tornando a base para uma tradução para o baixo alemão.

## As edições do baixo alemão
Embora a censura fosse muito rigorosa em Colônia, um consórcio formado por Heinrich Quentell, Bartholomäus von Unckel e Anton Koberger se uniu para criar uma Bíblia alemã para a região do Baixo Alemão. O cliente e a impressora real, entretanto, permaneceram anônimos. A Bíblia de Colônia teve que servir a duas regiões com dialetos significativamente diferentes. A única maneira de resolver o problema era criar uma edição do Baixo Reno e uma da Baixa Saxônia para não pôr em risco as vendas das Bíblias. É por isso que falamos das Bíblias de Colônia (1478/79). Elas se destacaram pela decoração dos livros e se tornaram base para muitas outras Bíblias. Koberger, por exemplo, usou os blocos de impressão diretamente para sua 9ª Bíblia Alemã do Alto Alemão. As Bíblias de Lübeck e Halberstadt só estavam disponíveis na Baixa Saxônia.

## Visão geral das Bíblias alemãs antes de Lutero
| Designação          | Ano           | Local de impressão | Impressora/Ilustrador                           | Contagem                                                   |
| ------------------- | ------------- | ------------------ | ----------------------------------------------- | ---------------------------------------------------------- |
| Mentelin-Bibel      | 1466          | Straßburg          | Johannes Mentelin                               | 1.                                                         |
| Eggestein-Bibel     | antes de 1470 | Straßburg          | Heinrich Eggestein                              | 2.                                                         |
| Zainer-Bibel        | 1475          | Augsburg           | Günther Zainer                                  | 3./4.                                                      |
| Pflanzmann-Bibel    | 1475          | Augsburg           | Jodocus Pflanzmann                              | 4./3.                                                      |
| Sensenschmidt-Bibel | 1476–78       | Nürnberg           | Andreas Frisner, Johann Sensenschmidt           | 5.                                                         |
| Zainer-Bibel        | 1477          | Augsburg           | Günther Zainer                                  | 6.                                                         |
| Sorg-Bibel          | 1477          | Augsburg           | Anton Sorg                                      | 7.                                                         |
| Kölner Bibeln       | 1478/79       | Köln               | Heinrich Quentell oder Bartholomäus von Unckell | 1.) Baixa Saxônia (-Leste da Vestfália) (2.) Baixa Renânia |
| Sorg-Bibel          | 1480          | Augsburg           | Anton Sorg                                      | 8.                                                         |
| Koberger-Bibel      | 1483          | Nürnberg           | Anton Koberger                                  | 9.                                                         |
| Grüninger-Bibel     | 1485          | Straßburg          | Johann Grüninger                                | 10.                                                        |
| Schönsperger-Bibel  | 1487          | Augsburg           | Johann Schönsperger d. Ä.                       | 11.                                                        |
| Schönsperger-Bibel  | 1490          | Augsburg           | Johann Schönsperger d. Ä.                       | 12.                                                        |
| Lübecker Bibel      | 1494          | Lübeck             | Steffen Arndes/Meister der Lübecker Bibel       | Baixa Saxônia                                              |
| Otmar-Bibel         | 1507          | Augsburg           | Johann Otmar                                    | 13.                                                        |
| Otmar-Bibel         | 1518          | Augsburg           | Silvan Otmar                                    | 14.                                                        |
| Halberstädter Bibel | 1522          | Halberstadt        | Lorenz Stuchs                                   | Baixa Saxônia                                              |

## Iniciais
Mentelin e Eggestein equiparam suas Bíblias com lombardos - letras maiúsculas bulbosas em estilo românico. Com essas iniciais marcavam o início dos capítulos e seções. Em sua simplicidade, eram típicas das primeiras gravuras de berço. O espaço para a inicial foi inicialmente deixado em branco e depois pintado e posteriormente impresso.
Na Sorg e Schönsperger, as iniciais simples são decoradas pela primeira vez com flores de maio. A Bíblia de Lübeck tem decorações divertidas na inicial (o U com cabeça de bobo é bem conhecido). Otmar imprimiu decorações florais sobre fundo preto que revelam a influência do Renascimento italiano.
Com Zainer e Sensenschmidt, as iniciais ganham um novo significado que vai além da joalheria. As cartas formam uma estrutura para a história bíblica, que é capturada visualmente.

## Ilustrações
As duas primeiras Bíblias eram edições de texto puro. Zainer percebeu que ilustrar Bíblias aumentaria as vendas. Além da decoração dos livros, ele agora também usava ilustrações. As Bíblias subsequentes foram baseadas nesta visão. A Bíblia de Colônia continha 123 xilogravuras de grande formato. Essas xilogravuras foram aparentemente baseadas em miniaturas que aparecem em um grupo de manuscritos, cujo representante (Ms. germ. fol. 516) está arquivado na Biblioteca Estadual de Berlim.
As xilogravuras da Bíblia de Colônia foram incorporadas por Koberger em sua Bíblia. Ele teve parte de sua edição, colorida, guardada desde o início. Foi através da edição de Koberger que os cortes receberam o seu “reconhecimento mundial” (H. Kunze).
As Bíblias, segundo Koberger, apontavam em direções diferentes. Enquanto Grüninger e Schönsperger queriam reduzir custos e, portanto, reduziram o tamanho das xilogravuras, colorindo-as em alguns casos descuidadamente e imprimindo-as em papel mais barato, o impressor da Bíblia de Lübeck optou por combinar cuidadosamente as ilustrações com o texto e criar o cortes de forma que pudessem ser impressos sem eles. A coloração tornou o motivo eficaz.
As “grandes” áreas temáticas das Bíblias incluem a criação, o êxodo dos israelitas do Egito e os cavaleiros apocalípticos do Apocalipse de João. Somente a Bíblia de Colônia dedicou 34 seções à vida e aos feitos de Moisés, que estão ligados ao êxodo.
Os motivos foram escolhidos para que as pessoas e grupos pudessem ser facilmente reconhecidos. Moisés foi repetidamente retratado com chifres (um erro de tradução apareceu nas imagens desde a Idade Média). Deus era um homem velho, mas digno, com longos cabelos brancos, rodeado por uma auréola de raios, e o povo de Israel usava o chapéu judaico. Também era importante que os motivos fossem desenhados de tal forma que os medievais pudessem se reconhecer nas cenas (ver, por exemplo, Sansão com o leão).

## Diferenciação dos manuscritos bíblicos alemães pré-luteranos
As traduções da Vulgata Latina para o alemão existiam séculos antes da Bíblia alemã ser impressa. Os Evangelhos traduzidos e o Saltério traduzido são conhecidos desde os séculos VIII e IX. Mas continuam a ser fenômenos marginais ao lado do latim. Apesar da maior seriedade nas tentativas de tradução a partir do século XIV, as traduções completas da Bíblia permaneceram a exceção. Mesmo reproduções parciais só estavam disponíveis em pequenos números. A qualidade da voz era muito inconsistente. Portanto, coube à impressão contribuir para a ampla distribuição de traduções da Bíblia em alemão.